# Charlie Davies
Charles „Charlie“ Desmond Davies (* 25. Juni 1986 in Manchester, New Hampshire) ist ein ehemaliger US-amerikanischer Fußballspieler auf der Position eines Stürmers.
Davies Vater Kofi, selbst als Fußballspieler aktiv, stammt aus Gambia, somit hat er nach gambischem Recht auch die gambische Staatsbürgerschaft.

## Karriere

### Jugend und Amateurfußball
Davies begann seine aktive Karriere als Fußballspieler im Jahre 2001 an der Brooks School in North Andover, Massachusetts. An der High School stellte er eine Anzahl von Rekorden auf, wie zum Beispiel die meisten erzielten Tore in einer High-School-Zeit (101 Treffer). Weiters gelangen ihm in seinem Junior-Jahr 29 Tore, sowie 30 Tore in seinem Senior-Jahr, was ebenfalls einen Schulrekord bedeutete. Außerdem gewann er mit seinem High-School-Team die ILS-Meisterschaft mit einer perfekten Serie von 15 Siegen in 15 Spielen. An der Brooks School war er neben dem Fußballspielen auch als Ringer aktiv, wobei er in dieser Sportart ebenfalls einige Erfolge feiern konnte.
Nach seiner Graduierung im Jahre 2004 kam Davies ans Boston College in Newton, Massachusetts. In seinem Freshman-Jahr kam er in 20 Spielen zum Einsatz, erzielte dabei neun Tore und gab vier Torvorlagen. 2005, in seinem Sophomore-Jahr, schied er nach nur einem absolvierten Spiel für den Rest der Saison aus, nachdem er sich am Knie verletzte. Am Ende seiner College-Karriere kam Davies auf eine Bilanz von 24 Toren und 10 Assists in 37 absolvierten Partien, wovon er allein bei seinen 16 Einsätzen im letzten Studienjahr 15 Treffer erzielte. Noch während seiner Zeit am Boston College kam er bei den Westchester Flames in der USL Premier Development League, einer als viertklassig angesehenen Amateurliga, zum Einsatz. Für die Flames kam er so im Jahre 2006 bei neun Meisterschaftseinsätzen auf sechs Treffer. Unter anderem war Davies 2006 Finalist für die Hermann Trophy, die jährlich an den besten College-Spieler verliehen wird.

### Vereinskarriere
Davies’ Profikarriere begann, als er 2007 beschloss sein Studium doch nicht zu beenden, obwohl ihm ein hoher MLS-Draft-Pick vorhergesagt wurde und ihm sogar die Möglichkeit geboten wurde einen Generation-Adidas-Vertrag zu erhalten. Davies entschied sich aber dafür sein Glück in Europa zu suchen, anstatt seine Profikarriere als MLS-Spieler zu starten.
So kam es, dass er in die Niederlande reiste, bei Ajax Amsterdam ein Probetraining und zwei Freundschaftsspiele absolvierte, doch keinen Vertrag angeboten bekam. Da noch andere Vereine, wie Celtic Glasgow, Olympique Marseille und Hammarby IF um Davies warben, folgte im Dezember 2006 eine Entscheidung, als er einen Vertrag bei Hammarby IF in der Allsvenskan unterschrieb.
Sein erstes Tor für die Schweden erzielte er beim UI-Cup-Spiel in der 1. Runde gegen den färöischen Klub KÍ Klaksvík am 24. Juni 2007. Schwierigkeiten bereitete es ihm aber, seinen ersten Ligatreffer zu erzielen. Am Ende der Saison 2007 folgte Davies’ Durchbruch, als er am 28. Oktober 2007 beim Spiel gegen GAIS Göteborg mit einem Hattrick seine ersten drei Ligatore erzielte. Ähnlich erfolgreich ging es nach der Ligaaufstockung in der Saison 2008 weiter, wo Davies bei 26 Meisterschaftseinsätzen 14 Treffer erzielte und mit der Mannschaft über den UI-Cup bis in den UEFA-Pokal kam. Durch seine guten Leistungen in dieser Saison wurde mehrere europäische Vereine auf den jungen Amerikaner aufmerksam, doch dieser entschloss sich dazu weiter den Schweden die Treue zu halten. Bis dato  kam Davies in der Fotbollsallsvenskan 2009 zu neun Einsätzen und vier Toren. Außerdem erzielte er in der 3. Runde des Svenska Cupen 2009 im Spiel gegen Åtvidabergs FF zwei Tore in der Verlängerung und sicherte der Mannschaft so mit einem 3:2-Sieg ein Weiterkommen im Pokalbewerb.
Beim Spiel der 9. Runde in der Saison 2009 wurde Davies vom Platz gewiesen und für mehrere Spiele gesperrt, nachdem er durch aggressive Spielweise seinen Gegenspieler vom Örebro SK, Michael Almebäck, durch einen Ellbogencheck im Gesicht verletzte.
Am 10. Juli 2009 wurde sein Wechsel zum FC Sochaux in die französische Ligue 1 bekanntgegeben. Sein Pflichtspieldebüt bei den Franzosen gab er daraufhin in der zweiten Runde der laufenden Saison bei der 2:3-Heimniederlage gegen Girondins Bordeaux, als er in der zweiten Spielhälfte den serbischen Internationalen Ivan Stevanović ersetzte. Noch im gleichen Spiel kam der US-Amerikaner auch zu seinen ersten Toren im Trikot der Ostfranzosen; er erzielte beide Treffer für sein Team.
Nachdem er im Februar 2011 ein zehntägiges Probetraining bei D.C. United absolviert hatte, wurde am 16. Februar 2011 sein Wechsel zum US-amerikanischen Erstligisten bekannt gegeben. Der FC Sochaux leiht Davies für die komplette MLS-Saison 2011 an D.C. aus. Sein Debüt gab er am 19. März 2011, wo er in der 52. Minute im Spiel gegen die Columbus Crew eingewechselt wurde. Im selben Spiel erzielte er zwei Tore. Nach der Saison 2011 gab DC United bekannt, dass es keine Kaufoption für Davies geben würde und somit wechselte dieser wieder nach Frankreich zurück.
Am Ende der Saison wechselte er zum Randers FC nach Dänemark. Vorher zerschlug sich ein Transfer zum niederländischen Erstligisten AZ Alkmaar. Am 22. Juli 2012 gab er sein Debüt in der Superligaen. Ein Jahr später wurde er am 8. August 2013 an New England Revolution ausgeliehen, von denen er auch am Ende der Saison 2013 verpflichtet wurde.
Im August 2016 wechselte er zu Philadelphia Union.

### International
Nachdem er zuerst in der U-18-Auswahl seines Heimatlandes zu einigen Einsätzen gekommen war und mit dem Team den Milk Cup 2005 gewonnen hatte, kam er in die U-20-Nationalmannschaft der USA. Bei den U-20-Junioren spielte er in zehn Partien, wobei er unter anderem bereits im Kader des Milk Cups 2004 stand, dort aber nicht zum Einsatz kam. Weiters absolvierte Davies Spiele bei der erfolgreichen Qualifikation für die Junioren-Weltmeisterschaft 2005, dem CONCACAF U-20 Cup. Für die WM-Endrunde wurde er allerdings kurz vor Turnierbeginn aus dem Kader gestrichen. Auch in der U-23-Auswahl kam Davies zu Einsätzen. Nach eigenen Angaben sah er das U-23-Nationalteam als Chance, sich für einen Profivertrag zu empfehlen. Er qualifizierte sich 2008 mit der U-23 für das olympische Fußballturnier 2008 in Peking. Während der Olympischen Spiele kam er zu einem einzigen Einsatz in den drei Vorrundenpartien, als er im Spiel gegen Nigeria eingewechselt wurde und durch einen Kopfball, der lediglich an die Latte ging, das Weiterkommen der USA im Turnier hätte sichern können.
Sein Debüt für die A-Nationalmannschaft gab er am 2. Juni 2007 beim 4:1-Sieg im Freundschaftsspiel gegen China. Später war er mit der Mannschaft Teilnehmer der Copa América 2007. Sein erstes Tor für das A-Nationalteam erzielte er am 15. Oktober 2008 in der Qualifikation zur WM-2010 bei der 1:2-Niederlage gegen Trinidad und Tobago. Beim Confed-Cup 2009 kam Davies ebenfalls zu einigen Einsätzen und erzielte im Spiel gegen Ägypten einen Treffer. Mit der Nationalmannschaft kam er bis ins Finale des Wettbewerbs.
Am 4. Mai 2010 teilte der US-amerikanische Fußballverband mit, dass Davies aufgrund seines Unfalles und seiner noch immer andauernden Regeneration nicht an der Fußball-Weltmeisterschaft 2010 in Südafrika teilnehmen wird.

### Sonstiges
Am 13. Oktober 2009 wurde Davies bei einem Verkehrsunfall am George Washington Memorial Parkway im US-Bundesstaat Virginia schwer verletzt. Dabei brach er sich das rechte Schienbein, den Oberschenkel, den linken Ellenbogen und zog sich zudem mehrere Gesichtsfrakturen und einen Riss der Blase zu. In dem Fahrzeug befanden sich drei Personen, eine Frau kam dabei ums Leben. Nach Angaben der Polizei war Davies allerdings nicht der Fahrer. Kurz nach dem Unfall wurde bekannt, dass Davies auf Grund seiner schweren Verletzungen zwischen sechs Monate und ein Jahr pausieren muss und deshalb voraussichtlich auch nicht an der WM 2010 teilnehmen wird. Knapp einen Monat nach dem Autounfall wurde Davies am 11. November 2009 aus dem Washington Hospital Center entlassen und war bis Ende April in einem Rehabilitierungsprozess. Am 26. April 2010 stieg er wieder ins Mannschaftstraining des FC Sochaux ein.
Am 30. Juli 2016 wurde bekannt, dass Davies an einer Krebserkrankung leidet. Dadurch, dass dieses früh erkannt wurde, konnte er sich relativ schnell wieder erholen.

## Erfolge

### Individuell
- Big East Rookie of the Year: 2004
- NCAA All-American: 2006
- Hermann-Trophy-Finalist: 2006

### Nationalmannschaft
- Sieger des Milk Cups: 2005
- 1 × Confed-Cup-Finalist: 2009